# Тома Баревич
Тома Баревич (17 жовтня 1836, Базар — 4 липня 1894, Самбір) — український греко-католицький священник, громадський діяч, педагог, посол до Австрійського парламенту ІІ скликання (1867—1869). Полонофіл.

## Життєпис
Народився 17 жовтня 1836 року в селі Базар у сім'ї місцевого дяка Василя Баревича.
Навчався в гімназіях у Бучачі і Львові, де в 1855 році склав іспит зрілості. У 1856—1859 роках навчався в Греко-католицькій центральній семінарії у Відні і на Богословському факультеті Віденського університету. Розпочав учительську працю як заступник учителя в Самбірській гімназії, а в 1861 році — у гімназії оо. домініканців у Львові. У 1863 році став дійсним учителем у Станиславівській гімназії. Висвячений на священника в 1864 році. 1867 року склав додатковий іспит у Відні. У 1872—1874 роках був директором Дрогобицької гімназії імені Франца Йосифа І. Тоді в гімназії навчався Іван Франко. З 1874 року до вересня 1889 року — директор цісарсько-королівської Вищої гімназії в Самборі. Потім вийшов на пенсію, проживав у Самборі. Про о. Баревича пише в автобіографічній повісті «Своїми силами» Андрій Чайковський (навчався в Самбірській гімназії в 1869—1877 роках), називаючи його Товаревич.
Обраний до Галицького крайового сейму в першій курії Станиславівського округу від Станиславівського виборчого округу. Також був членом Імперської ради у Відні ІІ скликання (1867—1870). Співпрацівник кількох москвофільських газет і журналів.
Мав сина Вітольда, доктора, який став гімназійним професором у Львові.

## Погляди
Був полонофілом і «стояв на услугах поляків». Автор його некролога в часописі «Kurjer Lwowski» зазначає, що Баревич хоч і був русином з роду і руським священником, відзначався дивною і хворобливою ненавистю до всього, що руське. Як учитель і педагог давав її відчути не лише молоді, але й своїм колегам по роботі.